# Сподобівська сільська рада
Сподо́бівська сільська́ ра́да — адміністративно-територіальна одиниця та орган місцевого самоврядування в Шевченківському районі Харківської області. Адміністративний центр — село Сподобівка.

## Загальні відомості
Сподобівська сільська рада утворена в 1970 році.
- Територія ради: 65,07 км²
- Населення ради: 700 осіб (станом на 2001 рік)

## Населені пункти
Сільській раді підпорядковані населені пункти:
- с. Сподобівка
- с. Дуванка
- с. Федорівка

## Склад ради
Рада складається з 12 депутатів та голови.
- Голова ради: Чепіль Людмила Григорівна
- Секретар ради: Нечай Ольга Володимирівна

### Керівний склад попередніх скликань
| Прізвище, ім'я, по батькові | Основні відомості                                                         | Дата обрання | Дата звільнення |
| --------------------------- | ------------------------------------------------------------------------- | ------------ | --------------- |
| Чепіль Людмила Григорівна   | Сільський голова, 1960 року народження, освіта вища                       | 26.03.2006   | 31.10.2010      |
| Чепіль Людмила Григорівна   | Сільський голова, 1960 року народження, освіта вища, член Партії регіонів | 31.10.2010   |                 |

Примітка: таблиця складена за даними сайту Верховної Ради України

### Депутати
За результатами місцевих виборів 2010 року депутатами ради стали:

#### За суб'єктами висування
| Суб'єкт висування                                       | Кількість обраних депутатів | %    |
| ------------------------------------------------------- | --------------------------- | ---- |
| Партія регіонів                                         | 8                           | 66,7 |
| Політична партія Всеукраїнське об'єднання «Батьківщина» | 3                           | 25   |
| Політична партія «Сильна Україна»                       | 1                           | 8,3  |

#### За округами
| № округу                                                | Прізвище, ім'я, по батькові     | Дата визнання обраним | Освіта             | Партійна приналежність                        | Відомості про обраного депутата                         |
| ------------------------------------------------------- | ------------------------------- | --------------------- | ------------------ | --------------------------------------------- | ------------------------------------------------------- |
| Партія регіонів                                         |                                 |                       |                    |                                               |                                                         |
| 2                                                       | Байдак Ірина Василівна          | 01.11.2010            | середня            | член Партії регіонів                          | ПСП «Сподобівське», підсобна робоча                     |
| 3                                                       | Нечай Ольга Володимирівна       | 01.11.2010            | вища               | член Партії регіонів                          | Сподобівська сільська рада, секретар                    |
| 5                                                       | Олексенко Наталія Костянтинівна | 01.11.2010            | середня            | позапартійна                                  | пенсіонер                                               |
| 6                                                       | Гонтар Лариса Ягорівна          | 01.11.2010            | вища               | член Партії регіонів                          | Сподобівська сільська рада, головний бухгалтер          |
| 7                                                       | Бобрус Тетяна Анатоліївна       | 01.11.2010            | вища               | член Партії регіонів                          | Сподобівська сільська рада, землевпорядник              |
| 9                                                       | Петрова Світлана Григорівна     | 01.11.2010            | середня спеціальна | член Партії регіонів                          | Сподобівський відділ зв'язку, начальник відділу зв'язку |
| 10                                                      | Столярова Наталія Петрівна      | 01.11.2010            | вища               | член Партії регіонів                          | Сподобівська сільська рада, касир                       |
| 12                                                      | Вертій Ніна Миколаївна          | 01.11.2010            | середня            | член Партії регіонів                          | пенсіонер                                               |
| Політична партія Всеукраїнське об'єднання «Батьківщина» |                                 |                       |                    |                                               |                                                         |
| 1                                                       | Тарасенко Інна Іванівна         | 01.11.2010            | середня            | член Всеукраїнського об'єднання «Батьківщина» | тимчасово не працює                                     |
| 8                                                       | Нагайцева Наталія Олексіївна    | 01.11.2010            | середня спеціальна | член Всеукраїнського об'єднання «Батьківщина» | Сподобівська амбулаторія, медична сестра                |
| 11                                                      | Воронько Олександр Григорович   | 01.11.2010            | середня спеціальна | позапартійний                                 | ТОВ «Сподобівка», тракторист                            |
| Політична партія «Сильна Україна»                       |                                 |                       |                    |                                               |                                                         |
| 4                                                       | Шакарян Світлана Олександрівна  | 01.11.2010            | вища               | позапартійна                                  | ТОВ «Сподобівка», комірник                              |